# Scaphochlamys lucens
Scaphochlamys lucens là một loài thực vật có hoa trong họ Gừng. Loài này được Ooi Im Hin, Meekiong Kalu và Wong Sin Yeng miêu tả khoa học đầu tiên năm 2017.

## Mẫu định danh
Mẫu định danh: I.H. Ooi & K. Jeland OIH125; thu thập ngày 14 tháng 4 năm 2014 ở tọa độ 1°15′38,6″B 110°15′31,4″Đ / 1,25°B 110,25°Đ, cao độ 50 m, Gunung Temugan, phó huyện Padawan, tỉnh Kuching, bang Sarawak, Malaysia. Mẫu holotype lưu giữ tại Cục Lâm nghiệp bang Sarawak ở Kuching, Sarawak, Malaysia (SAR).

## Từ nguyên
Tính từ định danh lucens là tính từ tiếng Latinh, nghĩa là chói sáng, sáng, bóng; để nói tới mặt gần trục của phiến lá sáng bóng và phản chiếu ánh sáng của loài này.

## Phân bố
Đặc hữu khu vực phó huyện Padawan, tỉnh Kuching, bang Sarawak, Malaysia phần trên đảo Borneo. Loài này được tìm thấy trên các hốc đất mùn từ lá rụng sâu trên nền đá vôi, ở cao độ khoảng 35–60 m.

## Mô tả
Địa thực vật thân thảo, sống lâu năm, có thân rễ, cao tới 25 cm. Thân rễ bò lan trên mặt đất, đường kính ~5 mm, vỏ màu nâu nhạt đến lục ánh nâu, ruột màu trắng. Các chồi lá cách nhau 0,5–10 cm, 1 lá, cây non đến 4 lá; cuống lá dài 10−16 cm, có rãnh, màu xanh lục vừa, có lông tơ, đáy hình gối, màu trắng đến lục nhạt ánh vàng; bẹ không phiến lá ~3, dài 1,2−3,5 cm, màu xanh lục nhạt đến vừa, nhẵn nhụi, rữa nát khi già; bẹ lá dài ~3 cm, dạng màng, màu xanh lục nhạt, nhẵn nhụi, rữa nát khi già; lưỡi bẹ khó thấy, dạng màng; phiến lá 9–12 × 6–7 cm, hình trứng rộng đến hình elip rộng, như da, mép nguyên, đáy tù, đỉnh nhọn, thường uốn ngược; mặt gần trục bóng, màu xanh lục vừa đến xanh lục hơi sẫm, nhẵn nhụi, gân giữa lõm xuống, màu xanh lục vừa đến xanh lục hơi sẫm, nhẵn nhụi, các gân bên chính hơi nổi lên; mặt xa trục màu xanh lục ánh trắng, thưa lông tơ, gân giữa nổi lên, màu xanh lục vừa, rậm lông tơ, các gân bên chính hơi rõ. Cụm hoa dài ~7 cm, mọc từ gần đáy lá bên trong các bẹ lá, chen chúc chặt, giống củ hành, gồm ~4 xim hoa bọ cạp xoắn ốc, mỗi xim 2 hoa mọc trên cuống cụm hoa, nở hoa theo đường xoắn ốc từ đáy đến đỉnh; cuống cụm hoa dài 1,5–2 cm, màu trắng ánh lục, nhẵn nhụi, lộ ra, hơi bị che phủ bởi phần sót lại của các bẹ không phiến lá đã rữa nát; lá bắc ~4, ~3,5 × 1 cm, sắp xếp xoắn ốc, hình mác, dạng màng, màu xanh lục nhạt, thưa lông tơ, đỉnh nhọn thon, mỗi lá bắc đối diện ~2 hoa; lá bắc con ~2, dài 15–30 mm, ngắn hơn lá bắc nhưng hầu như không phân biệt được với lá bắc, màu lục nhạt; hoa dài 6,5–7 cm, mùi hoa gợi nhớ đến mùi hôi của chất lỏng rỉ ra từ rác thải sinh hoạt; đài hoa dài ~18 mm, màu trắng ánh nâu, thưa lông tơ, đỉnh nhọn; ống hoa dài 45−50 mm, màu trắng, nhẵn nhụi; các thùy tràng hoa dài 17–18 mm, hình mác, màu trắng đến trắng hơi ánh vàng, nhẵn nhụi, đỉnh nhọn, có nắp; nhị lép dài 13–18 mm, thẳng đến hơi hình mác ngược, màu trắng đến vàng nhạt, đỉnh nhọn, mặt gần trục có lông tuyến che phủ; cánh môi 20–25 × 10−12 mm, hình thìa, mặt gần trục có lông tuyến che phủ, màu trắng với sọc tím dọc theo dải giữa màu vàng nhạt kéo dài đến các thùy, đỉnh 2 thùy, khía răng cưa ~5 mm, uốn ngược, các thùy đôi khi hơi xếp chồng lên nhau; nhị ~11 × 2 mm, có lông tuyến che phủ, màu trắng; chỉ nhị dài ~5 mm; mô vỏ bao phấn dài ~5 mm, không cựa, mào dài ~1 mm; đầu nhụy dài dưới 1 mm, hình chùy với 2 bướu ở lưng, lỗ nhỏ có lông rung, hướng về phía trước; vòi nhụy dài 45 mm, màu trắng, nhẵn nhụi; bầu nhụy dài ~3 mm, 1 ngăn, màu trắng, rậm lông tơ, noãn đính đáy; tuyến trên bầu 2, dài ~3 mm, rời, hình kim, màu trắng ánh vàng. Không thấy quả và hạt.
Hoa của S. lucens tương tự như của S. graveolens, nhưng S. lucens nhỏ hơn nhiều, chỉ cao tới 25 cm (so với 70 cm), phiến lá ngắn hơn, dài 9–12 cm (so với dài 20–35 cm), và mặt gần trục bóng màu xanh lục (so với xỉn màu xanh lục). S. lucens dường như có quan hệ họ hàng gần với S. graveolens do có chung một số đặc điểm đáng chú ý, đặc biệt là cụm hoa giống như củ hành chen chúc chặt, cánh môi màu trắng với màu tím dọc theo dải giữa màu vàng nhạt kéo dài đến các thùy và mùi hoa hôi thối. Ooi et al. (2017) xếp S. lucens và S. graveolens trong nhóm Graveolens.